# Bulbophyllum scyphochilus
Bulbophyllum scyphochilus är en orkidéart som beskrevs av Rudolf Schlechter. Bulbophyllum scyphochilus ingår i släktet Bulbophyllum och familjen orkidéer. Inga underarter finns listade i Catalogue of Life.